# ليتيسيا نونيس
ليتيسيا أوليفيرا نونيز (Letícia Oliveira Nunes) (مواليد 5 ديسمبر 2001) هي لاعبة كرة قدم برازيلية محترفة تلعب في مركز لاعبة وسط في صفوف نادي الاتحاد في الدوري السعودي الممتاز للسيدات.

## مسيرتها في الأندية
في 10 أكتوبر 2020، انتقلت على سبيل الإعارة إلى أثليتيكو لمدة موسم واحد لاكتساب الخبرة.
غادرت النادي في 5 يناير 2021 بسبب عدم تجديد عقدها.
في 4 سبتمبر 2022، أعلن نادي أمريكا عن التوقيع مع ليتيسيا لمدة موسم واحد.
في 23 يناير 2024، انضمت إلى باهيا استعدادًا لموسم سيري A2 2024. لعبت دورًا رئيسيًا في صعود الفريق إلى سيري A، وسجلت 4 أهداف في 12 مباراة.

### الاتحاد
في 25 أغسطس 2024، أكد نادي باهيا انتقال ليتيسيا إلى نادي الاتحاد السعودي. في 27 أغسطس 2024، ظهرت لأول مرة مع الفريق في خسارة 0–2 أمام برشلونة ب. سجلت هدفها الأول مع الفريق في 4 سبتمبر 2024، بتسجيلها في الدقيقة 55 في خسارة 3–1 أمام إسبانيول.

## الإنجازات
باهيا
- بطولة الدوري البرازيلي لكرة القدم للسيدات الدرجة الثانية: 2024.[7]

## وصلات خارجية
- ليتيسيا نونيس على الأرشيف الرياضي العالمي

- ليتيسيا نونيس في FBref.com
- Letícia Nunes في Player Maker Stats
- Letícia Nunes في Flashscore
- Letícia Nunes في Sofascore